# Kepler-24
Kepler-24 — звезда, которая находится в созвездии Лиры на расстоянии около 3913 световых лет от нас. Вокруг звезды обращаются, как минимум, две планеты и два кандидата в планеты.

## Характеристики
Kepler-24 — солнцеподобная звезда главной последовательности 14,9 видимой звёздной величины. По размерам и массе она практически идентична нашему дневному светилу. Температура поверхности звезды составляет приблизительно 5800 кельвинов.

## Планетная система

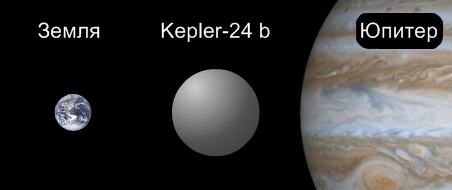
Сравнительные размеры Земли, Kepler-24 b и Юпитера.

В 2012 году группой астрономов, работающих с данными, полученными орбитальным телескопом Kepler, было объявлено об открытии двух планет и двух кандидатов в планеты в системе.